# Francisco Zaragoza
Francisco Zaragoza Carrillo (Quiapo, 1914-Manila, 1990) fue un escritor y periodista filipino en lengua española. Fue presidente de la Academia Filipina, correspondiente de la RAE.

## Periodismo
A la edad de dieciocho años, era ya editor del periódico fundado por su padre Vía Comercial. A partir de entonces colabora con casi todos los periódicos y revistas en Manila, como el Excelsior, La Vanguardia, La Opinión, La Voz de Manila, y El Debate. También fue director de las revistas La Mujer y Relámpagos.

## Literatura
Poeta romántico, autor de diversos poemarios entre los que destacan,  Emocionario: versos de la adolescencia (1929) y Castala íntima, por el que le concedieron el Premio Zóbel en 1961.
En prosa destacan la biografía de Vicente Ilustre, El Isagani de Rizal y Marella, la inquietud romántica de la revolución.

## Premios
- 1961. Premio Zobel por su obra Castala íntima